# Чертёж (Гомельская область)
Чертёж (бел. Чарцёж) — деревня в Краснобережском сельсовете Жлобинского района Гомельской области Белоруссии.

## География

### Расположение
В 14 км на северо-запад от Жлобина, 2 км от железнодорожной платформы Казимирово (на линии Жлобин — Бобруйск), 107 км от Гомеля.

## Транспортная сеть
Рядом автодорога Бобруйск — Гомель. Планировка состоит из чуть изогнутой широтной улицы, параллельно которой на юге проходит короткая прямолинейная улица. Застроена двусторонне деревянными домами усадебного типа.

## История
По письменным источникам известна с XIX века как околица в Лукской волости Рогачёвского уезда Могилёвской губернии. Согласно переписи 1897 года находился трактир. В 1909 году 1360 десятин земли, школа (размещалась в наёмном доме). В 1929 году организован колхоз.
В 1937 году, мужское население деревни было арестовано и вывезено в сталинские лагеря, в ходе массовых политических репрессий.   Во время Великой Отечественной войны на территории деревни, проживали немецкие оккупанты, которые убили 2 жителей, 14 жителей погибли на фронте. Согласно переписи 1959 года в составе совхоза «Краснобережский» (центр — деревня Красный Берег). Работал клуб.

## Население

### Численность
- 2004 год — 59 хозяйств, 71 житель.

### Динамика
- 1881 год — 38 дворов, 224 жителя.
- 1909 год — 83 двора, 308 жителей.
- 1940 год — 110 дворов, 290 жителей.
- 1959 год — 404 жителя (согласно переписи).
- 2004 год — 59 хозяйств, 71 житель.

## Известные уроженцы
- Альберт Николаевич Липский (1890-1973)  -  сын польского дворянина Николая Липского и крестьянки-батрачки Куренковой. В 1970 году за большую и плодотворную работу по изучению и спасению древних памятников Хакасии А.Н. Липскому было присвоено звание «Заслуженного работника культуры РСФСР». А.Н. Липский был также награжден медалью «За доблестный труд».
- Виктор Петрович Лисневский (08.01.1908 — 09.10.1987) - полный кавалер ордена Славы, Почётный гражданин города Дружковка, Донецкой области, Украина[1].
- Иван Игнатьевич Михалькевич (1895—1989) — генерал-майор инженерно-танковой службы.